# San Juan de Matalacas
San Juan de Matalacas es un caserío peruano ubicado en el distrito de Lagunas, perteneciente a la provincia de Ayabaca del departamento de Piura, al norte del Perú. 

## Ubicación
San Juan de Matalacas se ubica al sur de la provincia de Ayabaca, en el distrito de Lagunas, en el departamento de Piura.

## Demografía
En 2017 San Juan de Matalacas tenía una población de 85 habitantes.
| Gráfica de evolución demográfica de San Juan de Matalacas entre 1993 y 2017 |
|                                                                             |
| Fuentes: Población 1993 y 2017                                              |